# Jakub Jecheskel Levy
Jakub Jecheskel Levy (ur. 24 sierpnia 1814 w Osobłodze, zm. 20 listopada 1854) – rabin.

## Życiorys
Urodził się w 1814 roku w Osobłodze. Po ukończeniu studiów świeckich w Berlinie zamieszkał  w Bielsku. W 1846 roku został powołany na stanowisko rabina w Wadowicach. Był uczniem Wolfa Löwa. Wybitny talmudysta, opracował wydany w 1863 roku leksykon talmudyczny. W latach 1854–1865 pełnił funkcję rabina Bytomia. Po jego śmierci trudno było znaleźć godnego następcę. W efekcie urząd rabina Bytomia był nieobsadzony przez trzy lata. W tym w czasie funkcję rabina nieoficjalnie i nieodpłatnie pełnił Moses Guttmann.
Rabin Levy został pochowany na starym cmentarzu w Bytomiu, jego nagrobek nie zachował się.